# S5.2
S5.2(9D21)はR-17のエンジンとして使用されるロシア製ロケットエンジンである。ガス発生器式でTM-185とAK-27Iを推進剤として燃焼する。
設計は有名なイサーエフ設計局によってR-17 (スカッド-B)短距離弾道ミサイルのために設計された。